# Julianne Hough

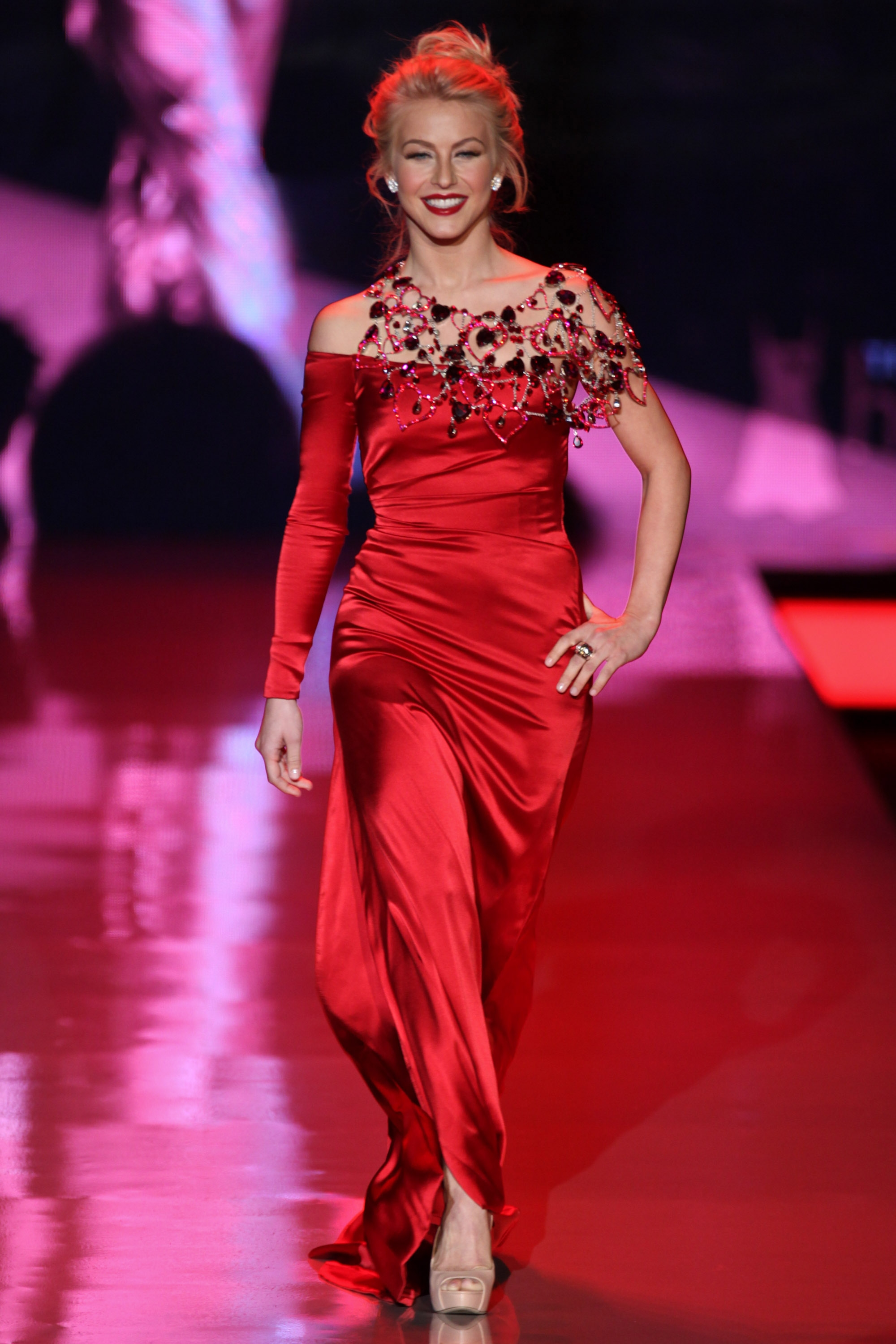
Julianne Hough (2011)

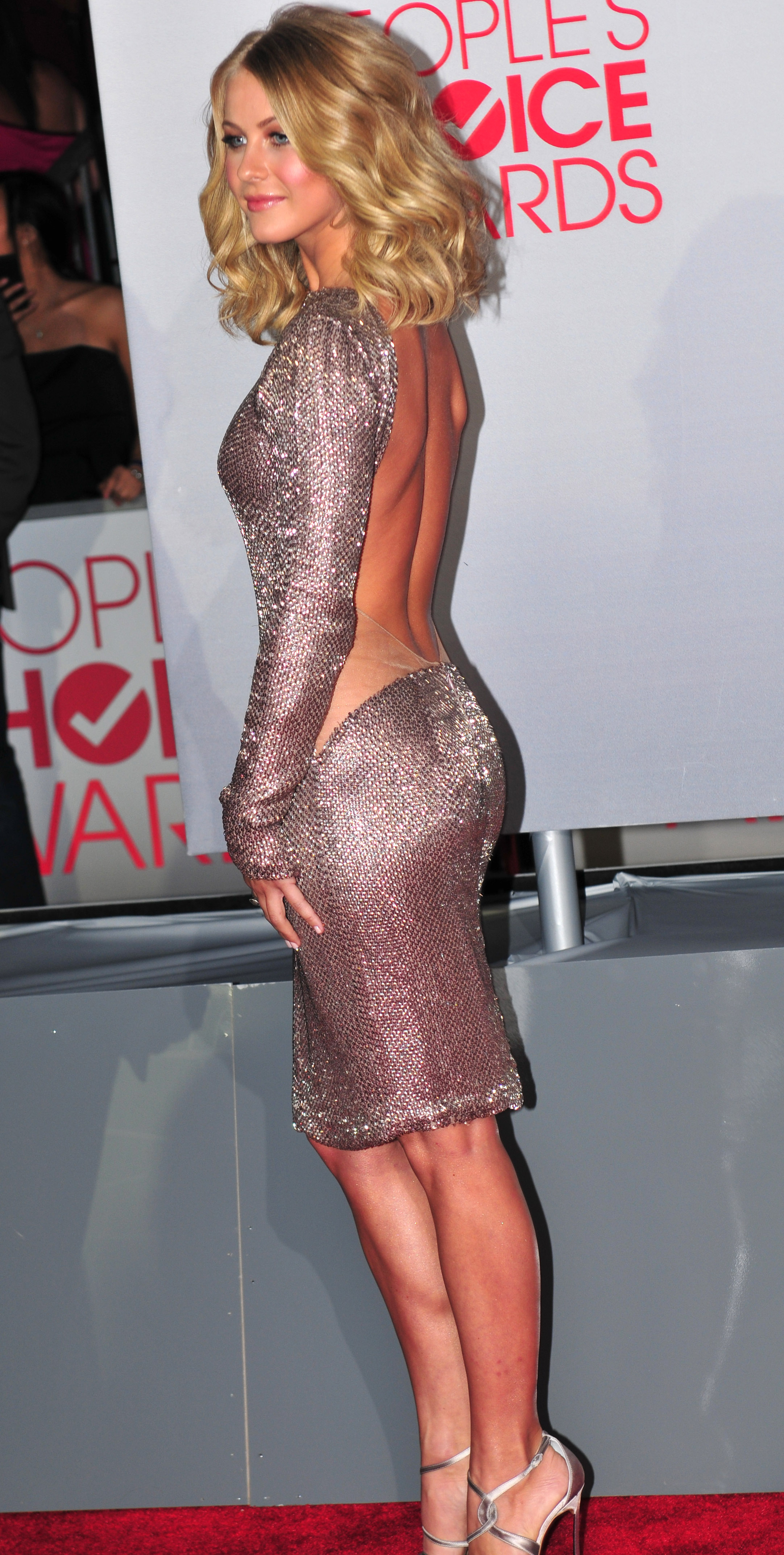
Julianne Hough (2012)

Julianne Hough (ur. 20 lipca 1988 w Orem) – amerykańska tancerka, choreografka, piosenkarka i aktorka. Uczestniczyła w programie Dancing with the Stars, w którym udało się jej dwa razy wygrać.

## Życiorys
Pochodzi z rodziny tancerzy, jej brat Derek Hough również jest zawodowym tancerzem. Naukę tańca rozpoczęła w wieku dziewięciu lat w Center Stage Performing Arts Studio in Orem (Utah), gdzie tańczyła m.in. z Joshem Murillo.
Jest znana przede wszystkim z występów w programie Dancing with the Stars. W programie tym wystąpiła pięciokrotnie: w czwartej edycji tańczyła z Apolo Antonem Ohno (1. miejsce), w piątej z Hélio Castronevesem (1. miejsce), w szóstej z Adamem Carollą (9. miejsce), w siódmej z Codym Linleyem, a w ósmej z piosenkarzem country Chuckiem Wicksem (6. miejsce).
W 2007 roku dostała nominację do nagrody Creative Arts Primetime Emmy w kategorii „Choreografia”.
W 2008 roku nagrała swoją pierwszą płytę studyjną zatytułowaną Julianne Hough.
W 2019 była jedną z jurorek w America’s Got Talent.

## Dyskografia
| Rok  | Album                                                             | Pozycje    | Pozycje | Pozycje     | Pozycje |
| Rok  | Album                                                             | US Country | US      | CAN Country | CAN     |
| ---- | ----------------------------------------------------------------- | ---------- | ------- | ----------- | ------- |
| 2008 | Julianne Hough - Wydany: 20 maja, 2008 - Przez: Mercury Nashville | 1          | 3       | 4           | 41      |

## Single
| Rok  | Single                   | Pozycja    | Pozycja | Pozycja | Album          |
| Rok  | Single                   | US Country | US      | US Pop  | Album          |
| ---- | ------------------------ | ---------- | ------- | ------- | -------------- |
| 2007 | "Will You Dance with Me" | —          | 114     | 100     | –              |
| 2008 | "That Song in My Head"   | 18         | 88      | 84      | Julianne Hough |
| 2008 | "My Hallelujah Song"     | 44         | —       | —       | Julianne Hough |

### Gościnne single
| Rok  | Singiel                         | Pozycje | Pozycje | Pozycje | Pozycje | Pozycje | Pozycje | Pozycje | Album |
| Rok  | Singiel                         | US      | CAN     | NOR     | IRE     | NZ      | SWE     | SPA     | Album |
| ---- | ------------------------------- | ------- | ------- | ------- | ------- | ------- | ------- | ------- | ----- |
| 2010 | "We Are the World 25 for Haiti" | 2       | 7       | 1       | 9       | 8       | 5       | 15      | –     |

## Filmografia
| Rok  | Film                           | Rola              |
| ---- | ------------------------------ | ----------------- |
| 2010 | Burleska (Burlesque)           | Georgia           |
| 2011 | Footloose                      | Ariel Moore       |
| 2012 | Rock of Ages                   | Sherrie Christian |
| 2013 | Bezpieczna przystań            | Katie             |
| 2015 | Curve                          | Mallory Rutledge  |
| 2016 | Co ty wiesz o swoim dziadku?   | Meredith          |
| 2018 | The Steam Engines of Oz        | Locasta (głos)    |
| 2018 | Bigger: Historia Joego Weidera | Betty Weider      |

## Nagrody i nominacje
| Rok  | Association              | Category             | Result    |
| ---- | ------------------------ | -------------------- | --------- |
| 2009 | Academy of Country Music | Najlepsza wokalistka | Wygrana   |
| 2009 | Academy of Country Music | Nowa artystka        | Wygrana   |
| 2009 | CMT Music Awards         | Najlepsze video      | Nominacja |